# Мачерата
Мачерата (итал. Macerata) град је у средишњој Италији. Град је средиште истоименог округа Мачерата у оквиру италијанске покрајине Марке.

## Природне одлике
Град Мачерата налази се у средишњем делу Италије, близу западне обале Јадрана. Град се налази у брдској области познатој по виноградрству, изнад које се ка западу издижу средишњи Апенини. Положај града је несвакидашњи - старој језгро града сместило се на врху брда, од кога се пружају веома стрме улице ка градском ободу на све стране.

## Историја
На месту Мачерата постоји назнаке живота још из времена преисторије. Током времена Старог Рима овде је није постојало значајније насеље.
Током већег дела средњег и новог века Мачерата са околином била је у оквиру Папске државе. Град се посебно развио током раздобља ренесансе, а као завештање из тог времена остало је много цркава и здања у старом језгру града.

## Становништво
Према резултатима пописа становништва 2011. у општини је живело 42.019 становника.
| 1931.  | 1936.  | 1951.  | 1961.  | 1971.  | 1981.  | 1991.  | 2001.  | 2011.  |
| ------ | ------ | ------ | ------ | ------ | ------ | ------ | ------ | ------ |
| 25.381 | 26.708 | 31.514 | 38.338 | 43.537 | 43.782 | 43.040 | 40.875 | 42.019 |

Маћерата данас има око 43.000 становника, махом Италијана. То је двоструко више него пре 100 година.

## Партнерски градови
- Вајден ин дер Оберпфалц
- Шефилд
- Иси ле Мулино

## Галерија
- Корсо Кавур, једна од главних градских улица
- Градска катедрала
- Трг слободе у старом делу Мачерате
- Сферистерио - Позориште на отвореном